# Santo António da Charneca
Santo António da Charneca é uma povoação portuguesa sede da Freguesia de Santo António da Charneca do Município de Barreiro, freguesia com 7,70 km² de área e 11594 habitantes (censo de 2021), tendo, por isso, uma densidade populacional de 1 505,7 hab./km².
A freguesia foi criada pela Lei n.º 135/85,  de 4 de outubro, com lugares das freguesia do Barreiro, Palhais e Santo André.

## Demografia
A população registada nos censos foi:
| Distribuição da População por Grupos Etários | Distribuição da População por Grupos Etários | Distribuição da População por Grupos Etários | Distribuição da População por Grupos Etários | Distribuição da População por Grupos Etários |
| -------------------------------------------- | -------------------------------------------- | -------------------------------------------- | -------------------------------------------- | -------------------------------------------- |
| Ano                                          | 0-14 Anos                                    | 15-24 Anos                                   | 25-64 Anos                                   | > 65 Anos                                    |
| 2001                                         | 1776                                         | 1827                                         | 6102                                         | 1278                                         |
| 2011                                         | 1897                                         | 1251                                         | 6482                                         | 1906                                         |
| 2021                                         | 1788                                         | 1330                                         | 5920                                         | 2556                                         |

## Património
- Igreja de Santo António da Charneca
- Mata Nacional da Machada

## Desporto
- Santoantoniense Futebol Clube
- União Desportiva de Vila Chã